# 坦普爾希爾斯 (馬里蘭州)
坦普爾希爾斯（英語：Temple Hills）是位於美國馬里蘭州佐治王子縣的一個普查規定居民點。

## 人口
根據2020年美國人口普查的數據，坦普爾希爾斯的面積為3.65平方千米，當中陸地面積為3.65平方千米，而水域面積為0.00平方千米。當地共有人口8350人，而人口密度為每平方千米2,287.67人。